# Clyde Railway Station
Clyde Railway Station är en järnvägsstation belägen i Clyde i New South Wales i Australien. Stationen öppnades 1882.